# Канарско ливадарче
Канарско ливадарче (Saxicola dacotiae) е вид птица от семейство Muscicapidae. Видът е почти застрашен от изчезване.

## Разпространение
Видът е разпространен в Испания.